# مايك جيفرسون
مايك جيفرسون (بالإنجليزية: Mike Jefferson)‏ هو لاعب كرة قدم أمريكية أمريكي، ولد في 28 ديسمبر 1982 في إل باسو في الولايات المتحدة.